# SBB (hudební skupina)
SBB (nejprve Silesian Blues Band, později Szukaj, Burz, Buduj – Search, Break, Build neboli Hledej, boř, buduj) je polská rocková skupina, kterou v roce 1971 založil Józef Skrzek, multiinstrumentalista a vokalista skupiny. Skupina SBB v období své činnosti rozvíjela několik hudebních stylů: blues-rock, jazz-rock nebo progresivní rock.

## Historie

### Počátky
Skupina zpočátku hrála jako trio doprovázející Czesława Niemena (v letech 1971–1973). Spolupráce ovšem dlouho nevydržela, a to kvůli silným uměleckým osobnostem Skrzeka a Niemena. I když se cesty obou umělců rozešly, zůstali přáteli až do Niemenovy smrti.
První album s názvem "SBB", jež bylo nahráno v roce 1974, se bleskurychle rozprodalo. Bluesovo-jazzrocková hudba svým zněním navazovala na Jimiho Hendrixe nebo na skupinu Cream se silným zněním fortepiana a basové kytary. Další deska "Nowy Horyzont" již přináší znění progresivního rocku, který charakterizuje kapelu dodnes. Příkladem je rocková suita "Wolność z nami", v níž slyšíme partie fortepiana a lehké znění minimoogu, jenž se stal vizitkou skupiny.

### 70. léta
Po desce "Nowy Horyzont" přišla dvě následující alba – "Pamięć" (1976) a "Ze słowem biegnę do ciebie" (1977). Alba jsou postupnými přechody ve směru promyšlených progresivních kompozic, ve kterých slyšíme Hammondovy varhany, Moogův syntezátor – zejména minimoog, jejž Józef Skrzek dokonale ovládl.
V sedmdesátých letech kapela SBB dobyla velkých úspěchů, a to nejen v Polsku, ale rovněž v zahraničí. Koncertovali zejména v Československu, Německu, Švýcarsku, Holandsku, Rakousku, Finsku, Švédsku, Dánsku nebo v Maďarsku. Skupina se rozpadla v roce 1980 po nahrání desky "Memento z banalnym tryptykiem". Příčinou rozpadu byla vyčerpanost z neustálé 10leté aktivity na scéně.
Po rozpuštění kapely Józef Skrzek pokračoval v sólové kariéře a v roce 1980 nahrál sólové album "Józefina". Apostolis Anthimos odjel do Řecka, kde pracoval jako muzikant. Do Polska se vracel pouze na vystoupení a nahrávání s Tomaszem Stańko. Jerzy Piotrowski spolupracoval s různými interprety, mimo jiné s polskou kapelou Kombi.

### Obnovení
Skupina se v devadesátých letech několikrát vrátila – postupně v letech 1991, 1993, 1998. Příležitostí k návratu byl mimo jiné koncert, který organizoval Franciszek Walicki s názvem "Trzy dekady rocka w Polsce".
V devadesátých letech nevzniklo žádné nové studiové album, nicméně kapela vydala několik koncertních desek. Nejvíce se odlišovalo album "SBB w filharmonii", které Józef Skrzek naplánoval již dávno. Projekt se symfonickým orchestrem měl vzniknout již při příležitosti alba "Ze słowem biegnę do ciebie", ale tehdejší vydavatel (Polskie Nagrania) nezískal patřičné prostředky.

### 21. století
Rok 2000 znamenal další návrat kapely na rockovou scénu. V roce 2004 podnik Metal Mind Productions vydal reedice všech desek, obohacených o bonusy. Tentokrát kapela změnila hudební formy (suity) na rockové skladby. Nadále užívali minimoog, ale znění se stalo ostřejší, o čemž svědčí skladba "Skała" z alba "The Rock". Na přátelství Józefa Skrzeka s Czesławem Niemenem navazovala skladba "Pielgrzym" na základě básně Cypriana Kamila Norwida. Na albu "New Century" kapela vzpomíná na Boba Mooga, a to kompozicí "Duch Pokoleń", která je holdem jak Bobu Moogovi, tak jeho nástrojům. Ve skladbě "Zug a zene mindenhol" z alba "The Rock" vystoupil vokalista maďarské kapely Locomotiv GT Tamás Somló.

## Členové

### Současná sestava
- Józef Skrzek – zpěv, basová kytara, foukací harmonika, fortepiano, davolisint, Hammondovy varhany, miniMoog, microMoog, polyMoog, sonic six Moog, clavinet, concert spectrum, bendžo, kontrabas, bicí nástroje
- Apostolis "Lakis" Anthimos – kytara, buzuki, perkuse, bicí nástroje, basová kytara, klávesové nástroje
- Ireneusz Głyk – perkuse (2002, 2006, 2011-2013)

### Bývalí členové
- Jerzy "Keta" Piotrowski – perkuse, bicí nástroje (1971–1993)
- Sławomir Piwowar – kytary, elektrické fortepiano, clavinet, kontrabas (1979–1980, 2006)
- Andrzej Rusek – basová kytara (1993–94)
- Mirosław Muzykant – perkuse, bicí nástroje (1998–1999)
- Paul Wertico – perkuse, zpěv (2000–2007)
- Gabor Nemeth – perkuse (2007–2011) – dříve maďarské skupiny Skorpio a Locomotiv GT

### Hosté
- Jan Błędowski – housle (1973–74)
- Tomasz Stańko – trubka (1974)
- Tomasz Szukalski – saxofon (1975–76)
- Marianna Wróblewska – zpěv (1975)
- Halina Frąckowiak – zpěv (1975–79)
- Andrzej Przybielski – trubka (1975, 1979)
- Helmut Nadolski – kontrabas (1975)
- Janusz Hryniewicz – zpěv (1973, 1993–94)
- Tadeusz Nalepa – kytara (1999)
- Michał Giercuszkiewicz – perkuse (2002–2003)
- Frank Parker – perkuse (2013)
- Tamás Somló – zpěv (skladba "Zúg a zene mindenhol")

## Diskografie

### Alba
- 1975 Nowy horyzont (Polskie Nagrania Muza SX 1206)
- 1976 Pamięć (Polskie Nagrania Muza SX 1345)
- 1977 Ze słowem biegnę do ciebie (Polskie Nagrania Muza)
- 1978 SBB (Supraphon)
- 1977 Jerzyk (Wifon)
- 1978 Follow My Dream (Spiegelei-Intercord)
- 1978 SBB (Amiga)
- 1979 Welcome (Wifon/Spiegelei-Intercord)
- 1979 Slovenian Girls (Omnibus)
- 1980 Memento z banalnym tryptykiem (Polskie Nagrania Muza)
- 2001 Nastroje (Jazz'n'Java)
- 2005 New Century (Metal Mind Productions)
- 2007 The Rock (CD, Metal Mind Productions)
- 2009 Iron Curtain (CD, Metal Mind Productions)
- 2012 SBB

### Koncertní alba
- 1974 SBB (Polskie Nagrania Muza)
- 1994 Live 1993 (Stuff)
- 1994 Live in America '94 (Radio Katowice)
- 1999 Absolutely Live '98 (Yesterday)
- 1999 SBB w filharmonii: akt 1 i 2 (Yesterday)
- 2000 Good Bye! (Moskito Records)
- 2001 Budai Ifjusagi Park 1977 (KOCH International)
- 2001 Karlstad – Live 1975 (KOCH International)
- 2002 Trio – Live Tournée 2001 (CD Silesia)
- 2002 Freedom – Live Sopot 1978 (CD Silesia)
- 2004 22.10.1977 Göttigen, Alte Ziegelei (CD Silesia)
- 2005 Odlot – Live 2004 (CD Silesia)
- 2005 Live in Theatre 2005 (CD)
- 2006 Live in Spodek 2006 (Metal Mind Productions)
- 2007 Complete Tapes 1974 (CD, Metal Mind Productions)
- 2007 Live in Marburg 1980. The Final Concert (e-silesia.info)
- 2008 Live in Neckargemünd 1978 (e-silesia.info)
- 2008 Roskilde 1978 (CD, Metal Mind Productions)
- 2009 Live in Köln 1979 (e-silesia.info)
- 2009 Live in Opole 1974 (e-silesia.info)
- 2009 Live in Frankfurt 1977 (e-silesia.info)
- 2009 Live in Sopot 1978. Extended Freedom (e-silesia.info)
- 2009 Four Decades (2CD, Metal Mind Productions)
- 2009 Live In Czechoslovakia 1980. Three Quarters (e-silesia.info)

### Kompilace
- 1997 Gold (KOCH International)
- 2003 Wizje (CD Silesia)
- 2004 Wicher w polu dmie (Metal Mind Productions) (nepublikované materiály z let 1973–1975)
- 2004 Sikorki (Metal Mind Productions) (nepublikované materiály z let 1973–1975)
- 2004 Anthology 1974-2004 (22 CD) (Metal Mind Productions)
- 2005 Lost Tapes, Vol. 1 (9 CD) (Metal Mind Productions) (nepublikované materiály z let 1974–1978)
- 2006 Lost Tapes, Vol. 2 (9 CD) (Metal Mind Productions) (nepublikované materiály z let 1971–1979)
- 2009 Malczewski (3 CD) (e-silesia.info) (nepublikované materiály z let 1976–1979)

### Jiné
- 1972 Niemen "Strange Is This World" (CBS)
- 1973 Niemen "Ode to Venus" (CBS)
- 1973 Niemen "Niemen Vol. 1" (Requiem dla Van Gogha) (Polskie Nagrania Muza)
- 1973 Niemen "Niemen Vol. 2" (Marionetki) (Polskie Nagrania Muza)
- 1979 Bob Lenox "Call On Blue" (Omnibus)

## Videa
- 2004 Szczęśliwi z miasta N. (DVD, Silesia)
- 2004 Follow My Dream (DVD, Metal Mind Productions)
- 2005 Live in Theatre 2005 (DVD, Metal Mind Productions)
- 2006 Live in 1979 (DVD, Metal Mind Productions)
- 2007 Four Decades (DVD, Metal Mind Productions)
- 2009 Behind the Iron Curtain (DVD, Metal Mind Productions)

## Knihy
- SBB Wizje – autoryzowana historia zespołu, Śląska Witryna Muzyczna, Katowice, 2003, ISBN 83-919431-0-0